# Онсовиј
Онсовиј (фр. Ansauville) насеље је и општина у североисточној Француској у региону Лорена, у департману Мерт и Мозел која припада префектури Тул.
По подацима из 2011. године у општини је живело 85 становника, а густина насељености је износила 12,2 становника/km². Општина се простире на површини од 6,97 km². Налази се на средњој надморској висини од 232 метара (максималној 250 m, а минималној 232 m).

## Демографија
| 1962. | 1968. | 1975. | 1982. | 1990. | 1999. | 2011. |
| ----- | ----- | ----- | ----- | ----- | ----- | ----- |
| 69    | 78    | 74    | 74    | 77    | 79    | 85    |

График промене броја становника у току последњих година